# خلل التنسج الهيكلي المصحوب بالاستسقاء والتكلس الشاذ
خلل التنسج الهيكلي المصحوب بالاستسقاء والتكلس الشاذ هو خلل في تخليق الكوليسترول. تم توصيف الحالة لأول مرة بواسطة جرينبيرج في عام 1988.
وقد تم ربط هذه الحالة بمستقبل لامين بي.

## العلامات والأعراض

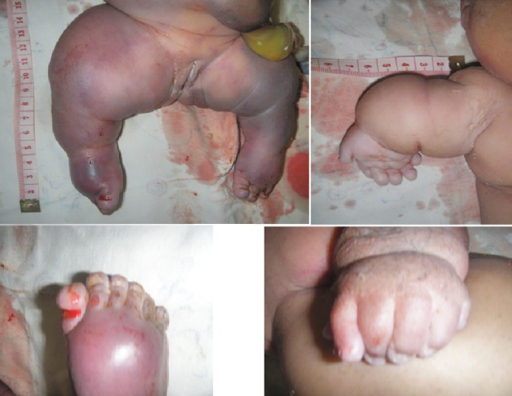
طفل يعاني من خلل التنسج الهيكلي المصحوب بالاستسقاء والتكلس الشاذ يظهر أطرافًا قصيرة

يتسبب خلل التنسج الهيكلي المصحوب بالاستسقاء والتكلس الشاذ في تطور غير طبيعي لعظام الجنين، مما يؤدي إلى مظهر مميز لـ"التآكل" عند النظر إلى العظام بواسطة الأشعة السينية. قد تحدث ميكرومليا، وكثرة الأصابع، وتكلس شاذ في الأنسجة الرخوة. 80 إلى 99% من الحالات تظهر عظام فقرات متكلسة بشكل غير طبيعي، وعظام الحوض، وتكلسات نقطية في الضلوع الأمامية، وقصر الأصابع.
العامل الثاني المميز لهذه الحالة هو الاستسقاء الجنيني.